# 安芸の嶺良信
安芸の嶺 良信（あきのみね よしのぶ、1968年11月25日 - ）は、広島県呉市出身で三保ヶ関部屋所属の元大相撲力士。本名は永瀬 良信（ながせ よしのぶ）。現役時代の体格は身長179cm、体重133kg、得意技は左四つ、寄り。最高位は十両11枚目。血液型はＯ型。

## 来歴
1984年3月に初土俵を踏む。三段目で壁に当たり幕下に上がるのに5年ほどの時間が掛かったが、幕下へ上がってからは順調に番付を上げ、1991年11月場所には十両に昇進した。その場所は5勝10敗と負け越して1場所で幕下に陥落。その後は幕下中位で低迷し、1995年11月場所は三段目まで陥落した。1場所で幕下へ戻った1996年1月場所限りで廃業した。

## 主な成績
- 通算成績：253勝247敗5休 勝率.506
- 十両成績：5勝10敗 勝率.333
- 現役在位：71場所
- 十両在位：1場所
- 各段優勝
  - 序二段優勝：1回（1987年11月場所）

| | 一月場所 初場所（東京） | 三月場所 春場所（大阪） | 五月場所 夏場所（東京） | 七月場所 名古屋場所（愛知） | 九月場所 秋場所（東京） | 十一月場所 九州場所（福岡） |
| --- | ----------------------- | ----------------------- | ----------------------- | --------------------------- | ----------------------- | --------------------------- |
| 1984年 （昭和59年） | x                       | （前相撲）              | 西序ノ口33枚目 3–4      | 西序ノ口30枚目 4–3          | 西序二段141枚目 3–4     | 東序ノ口11枚目 4–3          |
| 1985年 （昭和60年） | 東序二段118枚目 1–1–5   | 東序ノ口2枚目 4–3       | 東序二段120枚目 7–0     | 西三段目99枚目 1–6          | 東序二段48枚目 3–4      | 西序二段61枚目 3–4          |
| 1986年 （昭和61年） | 西序二段76枚目 5–2      | 東序二段27枚目 5–2      | 東三段目94枚目 5–2      | 東三段目55枚目 4–3          | 西三段目34枚目 5–2      | 東三段目8枚目 0–7           |
| 1987年 （昭和62年） | 西三段目53枚目 5–2      | 東三段目28枚目 2–5      | 西三段目56枚目 3–4      | 西三段目67枚目 2–5          | 東三段目98枚目 2–5      | 西序二段26枚目 優勝 7–0     |
| 1988年 （昭和63年） | 東三段目40枚目 5–2      | 西三段目13枚目 2–5      | 東三段目42枚目 5–2      | 東三段目17枚目 2–5          | 西三段目45枚目 3–4      | 東三段目58枚目 4–3          |
| 1989年 （平成元年） | 西三段目42枚目 4–3      | 西三段目27枚目 5–2      | 東幕下59枚目 5–2        | 西幕下38枚目 3–4            | 西幕下49枚目 4–3        | 東幕下35枚目 4–3            |
| 1990年 （平成2年） | 東幕下28枚目 4–3        | 東幕下21枚目 3–4        | 東幕下28枚目 4–3        | 東幕下22枚目 5–2            | 東幕下10枚目 3–4        | 東幕下14枚目 4–3            |
| 1991年 （平成3年） | 西幕下8枚目 3–4         | 西幕下12枚目 4–3        | 西幕下10枚目 4–3        | 東幕下5枚目 4–3             | 西幕下2枚目 4–3         | 東十両11枚目 5–10           |
| 1992年 （平成4年） | 西幕下3枚目 2–5         | 西幕下11枚目 1–6        | 東幕下38枚目 3–4        | 西幕下46枚目 5–2            | 東幕下27枚目 2–5        | 東幕下44枚目 4–3            |
| 1993年 （平成5年） | 東幕下32枚目 4–3        | 西幕下24枚目 4–3        | 東幕下16枚目 3–4        | 東幕下20枚目 2–5            | 西幕下38枚目 5–2        | 東幕下24枚目 2–5            |
| 1994年 （平成6年） | 西幕下43枚目 4–3        | 東幕下33枚目 3–4        | 東幕下45枚目 4–3        | 東幕下38枚目 5–2            | 東幕下23枚目 4–3        | 西幕下18枚目 4–3            |
| 1995年 （平成7年） | 西幕下13枚目 3–4        | 西幕下20枚目 3–4        | 東幕下29枚目 3–4        | 東幕下43枚目 2–5            | 東三段目8枚目 3–4       | 東三段目23枚目 5–2          |
| 1996年 （平成8年） | 西幕下59枚目 引退 2–5–0 | x                       | x                       | x                           | x                       | x                           |
| 各欄の数字は、「勝ち-負け-休場」を示す。 優勝 引退 休場 十両 幕下 三賞：敢=敢闘賞、殊=殊勲賞、技=技能賞 その他：★=金星 番付階級：幕内 - 十両 - 幕下 - 三段目 - 序二段 - 序ノ口 幕内序列：横綱 - 大関 - 関脇 - 小結 - 前頭（「#数字」は各位内の序列） |                         |                         |                         |                             |                         |                             |

## 改名歴
- 永瀬 良信（ながせ よしのぶ）1984年3月場所 - 1985年3月場所
- 安芸の嶺 良信（あきのみね よしのぶ）1985年5月場所 - 1996年1月場所